# Перу на летних Олимпийских играх 2000
Перу принимала участие в Летних Олимпийских играх 2000 года в Сиднее (Австралия) в четырнадцатый раз за свою историю, но не завоевала ни одной медали. Сборную страны представляли 13 женщин.

## Состав олимпийской сборной Перу

### Дзюдо
Спортсменов — 1
Соревнования по дзюдо проводились по системе на выбывание. В утешительные раунды попадали спортсмены, проигравшие полуфиналистам турнира. Два спортсмена, одержавших победу в утешительном раунде, в поединке за бронзу сражались с проигравшими в полуфинале.
Мужчины
| Соревнование | Спортсмены     | Первый раунд       | Второй раунд                | 1/8 финала                     | Четвертьфинал        | Полуфинал            | Финал                | Место |
| Соревнование | Спортсмены     | Соперник Результат | Соперник Результат          | Соперник Результат             | Соперник Результат   | Соперник Результат   | Соперник Результат   | Место |
| ------------ | -------------- | ------------------ | --------------------------- | ------------------------------ | -------------------- | -------------------- | -------------------- | ----- |
| до 73 кг     | Герман Веласко | Не участвовал      | Т. Хилл (AUS) В 1020 — 0010 | А. Ларюков (BLR) П 0010 — 1000 | Завершил выступление | Завершил выступление | Завершил выступление | 13    |
| до 73 кг     | Герман Веласко | Не участвовал      | Т. Хилл (AUS) В 1020 — 0010 | Утешительный турнир            | Завершил выступление | Завершил выступление | Завершил выступление | 13    |
| до 73 кг     | Герман Веласко | Не участвовал      | Т. Хилл (AUS) В 1020 — 0010 | Ф. Хедер (FRA) П 0001 — 0001   | Завершил выступление | Завершил выступление | Завершил выступление | 13    |

### Прыжки в воду
Спортсменов — 1
В индивидуальных прыжках в предварительных раундах складывались результаты квалификации и полуфинальных прыжков. По их результатам в финал проходило 12 спортсменов. В финале они начинали с результатами полуфинальных прыжков.
Мужчины
| Спортсмен    | Соревнование | Квалификация | Квалификация | Полуфинал | Полуфинал | Всего     | Финал     | Финал     | Всего  | Место |
| Спортсмен    | Соревнование | Очков        | Место        | Очков     | Место     | Всего     | Очков     | Место     | Всего  | Место |
| ------------ | ------------ | ------------ | ------------ | --------- | --------- | --------- | --------- | --------- | ------ | ----- |
| Абель Санчес | трамплин     | 356,40       | 24           | Не прошёл | Не прошёл | Не прошёл | Не прошёл | Не прошёл | 356,40 | 24    |
| Абель Санчес | вышка        | 295,14       | 37           | Не прошёл | Не прошёл | Не прошёл | Не прошёл | Не прошёл | 295,14 | 37    |

### Стрельба
Спортсменов — 1
После квалификации лучшие спортсмены по очкам проходили в финал, где продолжали с очками, набранными в квалификации. В некоторых дисциплинах квалификация не проводилась. Там спортсмены выявляли сильнейшего в один раунд.
Мужчины
| Спортсмен      | Соревнование | Квалификация | Место | Финал     | Место     | Всего | Место |
| -------------- | ------------ | ------------ | ----- | --------- | --------- | ----- | ----- |
| Франсиско Боса | Трап         | 108          | 26    | Не прошёл | Не прошёл | 108   | 26    |